# George III van Georgië
George III (Georgisch: გიორგი III, gestorven op 27 maart 1184), uit het huis Bagrationi, was koning van Georgië van 1156 tot 1184. Zijn regeerperiode wordt samen met die van zijn dochter Tamara gezien als de gouden eeuw van Georgië.

## Leven en regeerperiode
In 1156 volgde hij zijn vader Demetrius I op.
Hij veranderde het defensieve beleid van zijn vader in een meer agressieve en hervatte het offensief tegen de naburige Seltsjoeken die heersten over Armenië. Met zijn klim naar de troon, startte George een succesvolle campagne tegen het Seldjoekse sultanaat van Khlat in 1156.
In 1161-1162 annexeerde hij de Armeense steden Ani en Dvin. Door tegenaanvallen van de Seltjsoeken moest hij Ani weer afstaan aan een moslimheerser maar in 1173 werd de stad uiteindelijk bij het Georgische Koninkrijk gevoegd. Gedurende deze periode had het Georgische leger veel Armeense vrijwilligers die enthousiast deelnamen aan de bevrijding van hun land.
In 1177 kwam de adel in opstand tegen de koning en verklaarde Prins Demna (Demetrius) de "ware en wettige koning van Georgië". Als zoon van Georges oudere broer, David V, werd Demna door velen beschouwd als de legitieme troonopvolger. Na een jaar capituleerde Demna maar voor zijn ondernomen actie tegen de koning werd hij verblind en gecastreerd, waardoor hij korte tijd later aan zijn verwondingen overleed.

## Huwelijk en kinderen
In ca. 1155 trouwde George met Burdukhan, dochter van Khuddan, koning van Alanië. Zij hadden twee dochters:
- Koningin Tamara, die hem opvolgde.
- Roesoedan, trouwde met Manuel Komnenos, zoon van keizer Andronikos I. Roesoedan en Manuel waren de ouders van Alexios en David, de stichters van het Keizerrijk Trebizonde.